# Big Smoke Burger
Big Smoke Burger est une chaîne internationale de restaurants basée au Canada,,,,,.

## Histoire
Le Big Smoke Burger a été fondé par Mustafa Yusuf en novembre 2007, à l'origine sous le nom de Craft Burger. Il a changé de marque pour devenir Big Smoke Burger en 2011 après que Yusuf n'ait pu réussir à obtenir une marque déposée pour le nom original. Le nouveau nom a été choisi car « Big Smoke » a été un surnom remarqué pour la ville de Toronto, où l'entreprise a son siège,.
En 2013, l'entreprise commence à étendre sa portée au Moyen-Orient et aux États-Unis. En octobre 2017, 19 établissements étaient en activité dans le monde.
En juin 2013, Big Smoke Burger ouvre son premier emplacement aux États-Unis à Glendale, dans le Colorado. Un deuxième emplacement ouvre à New York en juillet 2014. La vente de hamburgers et de poutine n'a jamais pris au sud du fleuve Saint-Laurent et les deux emplacements ont été discrètement fermés en 2017 et l'entreprise a depuis quitté les États-Unis.

### MTY
En septembre 2015, Groupe d'alimentation MTY débourse 3 millions de dollars pour acquérir 60 % de Big Smoke Burger. Le fondateur et président de Big Smoke, Mustafa Yusuf, conservera les 40 % restants de l'entreprise,.
Au moment de l'acquisition, Big Smoke Burger comptait un total de 17 établissements. Sur ces 17 établissements, 9 étaient situés au Canada, dont 4 étaient détenus par l'entreprise. Les 8 autres étaient situés aux États-Unis et au Moyen-Orient. Après la vente, Yusuf reste dans l'entreprise en tant que vice-président principal de Big Smoke Burger.